# 시리아크 해리스

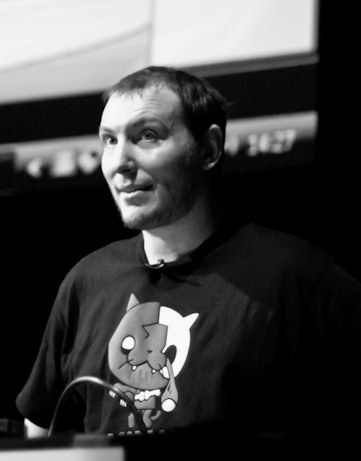

시리아크 해리스(Cyriak Harris, 1974년 9월 19일 ~ )는 영국의 프리랜서 애니메이터로 그의 성인 Cyriak(시리아크)로 잘 알려져 있으며 그의 B3ta 유저 닉네임은 Mutated Monty(뮤테이티드 몬티)이다. 초현실적인 애니메이션을 다수 제작한 것으로 알려져 있다.